# 버네사 아모로시
버네사 아모로시(Vanessa Amorosi, 1981년 8월 8일 ~ )는 오스트레일리아의 싱어송라이터이다.